# Wybory do Parlamentu Europejskiego w Hiszpanii w 2009 roku
Wybory do Parlamentu Europejskiego w Hiszpanii odbyły się 7 czerwca 2009. Hiszpanie wybrali 50 europarlamentarzystów, co odzwierciedlają przepisy Traktatu Nicejskiego. Wybory, w których wzięło udział 45% uprawnionych do głosowania, zakończyły się sukcesem opozycyjnej Partii Ludowej. Mandaty uzyskało 6 ugrupowań. 

## Wyniki
| Dane o uczestnictwie | Dane o uczestnictwie | Dane o uczestnictwie |
| -------------------- | -------------------- | -------------------- |
| Uprawnieni           | 35.492.567           | 100%                 |
| Frekwencja           | 15.935.147           | 44,90%               |
| Głosy nieważne       | 99.380               | 0,62%                |
| Głosy ważne          | 15.835.767           |                      |
| Głosy puste          | 220.471              | 1,41%                |
| Głosy zapełnione     | 15.615.296           |                      |

| Wybory do Parlamentu Europejskiego w Hiszpanii w 2009         |                             |           |       |         |        |
| Lista                                                         | Lider listy                 | Głosy     | %     | Mandaty | Zmiana |
| Partido Popular                                               | Jaime Mayor Oreja           | 6.670.232 | 42,72 | 23      | -1     |
| Partido Socialista Obrero Español                             | Juan Fernando López Aguilar | 6.141.784 | 39,33 | 21      | -4     |
| Coalición por Europa                                          | Ramon Tremosa               | 808.246   | 5,18  | 2       | = a    |
| La Izquierda                                                  | Willy Meyer                 | 588.248   | 3,77  | 2       | =      |
| Unión, Progreso y Democracia                                  | Francisco Sosa Wagner       | 451.866   | 2,89  | 1       | +1     |
| Europa de los Pueblos - Verdes                                | Oriol Junqueras             | 394.938   | 2,53  | 1       | = b    |
| Iniciativa Internacionalista-La solidaridad entre los pueblos | Alfonso Sastre              | 178.121   | 1,14  | 0       | =      |
| Los Verdes-Grupo Verde Europeo                                | Kristine Lesage             | 89.147    | 0,57  | 0       | =      |
| Partido Antitaurino Contra el Maltrato Animal                 | Marta Jimeno                | 41.913    | 0,27  | 0       | =      |
| Por un Mundo más Justo                                        | Ramiro Viñuales             | 24.507    | 0,16  | 0       | =      |
| Libertas-Ciudadanos de España                                 | Miguel Durán                | 22.903    | 0,15  | 0       | =      |
| Izquierda Anticapitalista                                     | Esther Vivas                | 19.880    | 0,13  | 0       | =      |
| Alternativa Española                                          | Rafael López-Diéguez        | 19.583    | 0,13  | 0       | =      |
| Partido Comunista de los Pueblos de España                    | Carmelo Suárez              | 15.221    | 0,10  | 0       | =      |
| Partido Socialista de Andalucía                               |                             | 13.993    | 0,09  | 0       | =      |
| Partido Obrero Socialista Internacionalista                   |                             | 12.344    | 0,08  | 0       | =      |
| Partido Familia y Vida                                        |                             | 10.456    | 0,07  | 0       | =      |
| Centro Democrático y Social                                   |                             | 10.144    | 0,06  | 0       | =      |
| Falange Española de las JONS                                  |                             | 10.031    | 0,06  | 0       | =      |
| Democracia Nacional                                           |                             | 9.950     | 0,06  | 0       | =      |
| Iniciativa Feminista                                          |                             | 9.721     | 0,06  | 0       | =      |
| Frente Nacional                                               |                             | 7.970     | 0,05  | 0       | =      |
| Partit Republicà Català                                       |                             | 7.547     | 0,05  | 0       | =      |
| Partido Humanista de España                                   |                             | 7.009     | 0,04  | 0       | =      |
| Unió Valenciana                                               |                             | 6.072     | 0,04  | 0       | =      |
| Movimiento Social Republicano                                 |                             | 6.009     | 0,04  | 0       | =      |
| Solidaridad y Autogestión Internacionalista                   |                             | 5.877     | 0,04  | 0       | =      |
| Centro Democrático Liberal                                    |                             | 5.733     | 0,04  | 0       | =      |
| Falange Auténtica                                             |                             | 5.165     | 0,03  | 0       | =      |
| Extremadura Unida                                             |                             | 5.007     | 0,03  | 0       | =      |
| PREPAL                                                        |                             | 4.767     | 0,03  | 0       | =      |
| Unificación Comunista de España                               |                             | 3.483     | 0,02  | 0       | =      |
| Unidá Nacionalista Asturiana                                  |                             | 3.183     | 0,02  | 0       | =      |
| Andecha Astur                                                 |                             | 2.255     | 0,01  | 0       | =      |
| Unión Centrista Liberal                                       |                             | 1.991     | 0,01  | 0       | =      |